# Rila (Schiff)
Die Rila (bulg. Рила) war ein 1941 gebautes bulgarisches Frachtschiff. 1941 wurde sie von der Kriegsmarine übernommen, 1948 verstaatlicht und fuhr für die Reederei Navigation Maritime Bulgare. Zuletzt war sie ab 1962 als Atija schwimmende Werkstatt, sank 1991 im Hafen von Warna und wurde erst 2010 abgewrackt.

## Technische Daten
Das Schiff wurde auf Bestellung der kleinen Reederei Societé Navigation Rila aus Burgas auf der Varna-Werft (später Georgi-Dimitrov-Werft, seit 2004: Bulyard) 1940 unter der Baunummer 11 auf Kiel gelegt. Der Stapellauf erfolgte am 10. April 1941, bei dem das Schiff den Namen Rila erhielt. Rila ist in Bulgarien sowohl eine Stadt, ein Fluss und auch ein Gebirge im Südwesten des Landes. Der Neubau war das größte Stahlschiff, das bis dahin in Bulgarien gebaut worden war.
Die Länge des Schiffes betrug 32,00 Meter, es war 6,80 Meter breit und wies einen Tiefgang von 1,90 Metern auf. Es war mit 194 BRT bzw. 93 NRT vermessen und hatte eine Tragfähigkeit von etwa 250 Tonnen. Der Antrieb bestand aus einem Dieselmotor, dessen Leistung 250 PS betrug. Dieser wirkte auf eine Schraube, das Schiff erreichte eine Geschwindigkeit von 9,0 Knoten. Die Besatzung bestand aus 11 Mann, in der Kriegsmarine aus 30 Offizieren und Mannschaften. Bei der Kriegsmarine war das Schiff mit einem 8,8-cm-Geschütz, zwei 3,7-cm-Flak und zwei 2,0-cm-Flak bewaffnet. Im März 1944 wurde das Hauptgeschütz gegen ein kleineres vom Kaliber 1,5 cm ausgetauscht.

## Geschichte

### Vom Frachtschiff zum U-Bootjäger der Kriegsmarine
Nach der Übergabe des Schiffes durch die Werft soll die Reederei die Rila 1941 noch im Schwarzen Meer eingesetzt haben. Im Herbst 1941 übernahmen die Deutschen wie fast alle bulgarischen Schiffe auch die Rila und ließen sie für die Kriegsmarine zur U-Boot-Falle umbauen. Dabei erhielt der kleine Frachter ein verstecktes 8,8-cm-Geschütz, eine Flak-Bewaffnung und die Bezeichnung Schiff 19. In erster Linie war das Schiff mit Geleit- und Sicherungsaufgaben betraut. Vor Sulina wurde es erstmals angegriffen, als am 27. Oktober das sowjetische U-Boot M-35 auf Schiff 19 feuerte, es aber verfehlte. Bei Versorgungsfahrten zwischen Sewastopol und Konstanza im Jahr 1943 sicherte das Schiff den Transportverkehr. Im September 1943 wurde das Schiff als U-Bootjäger UJ 117 klassifiziert und der im Juni 1943 gebildeten 1. U-Bootjagdflottille zugeordnet. Einen Monat später versenkte UJ 117 am 28. Oktober 1943 bei Eupatoria das sowjetische U-Boot A-3.
Von den für 1944 durchgeführten Aufgaben sind zu UJ 117 eine U-Boot-Jagd Anfang Januar südwestlich von Eupatoria und ein Minenunternehmen mit den Marinefährprahmen F 570, F 572, F 445, F 447, F 568, F 571 vom 21. Juli 1944 zu nennen. Wenige Monate später fand am 23. August 1944 in Rumänien der Staatsstreich statt, woraufhin sich die deutschen Truppen aus dem Land zurückziehen mussten. Bei der Räumung der deutschen Stützpunkte versenkte die Besatzung ihr Schiff am 25. August 1944 in Konstanza.

### Vom FrachtschiffRilazum WerkstattschiffAtija
Nach dem Abzug der Deutschen wurde das Schiff vom sowjetischen Militärkommando gehoben und 1945 in Warna an den früheren Eigentümer zurückgegeben. Das wieder Rila genannte Schiff nahm den Betrieb zunächst an der bulgarischen Küste wieder auf.
1948 wurde die Rila wie alle Schiffe mit mehr als 40 BRT von privaten und genossenschaftlichen Reedereien sowie der Societé Commerciale Bulgare de Navigation à Vapeur verstaatlicht und zur Staatsreederei Navigation Maritime Bulgare (Navibulgar) verschmolzen. Dabei war die Rila neben der Dobrudscha das einzige Stahlschiff aus privatem Besitz. In den folgenden Jahren gehörte die Rila zu den ersten bulgarischen Schiffen, die ins Mittelmeer und den Nahen Osten fuhren: Die erste Reise führte von Burgas nach Brindisi und Durrës in Albanien. Zwischen dem 29. August 1947 und dem 18. März 1948 beförderte sie 22 jüdische Emigranten nach Palästina. Nach der Unabhängigkeitserklärung Israels vom 18. Mai 1948 wurde die Beförderung jüdischer Emigranten von anderen Schiffen der Reederei übernommen. Bei den Fahrten ins Mittelmeer wurden Schiff und die Besatzung vom amerikanischen Geheimdienst beobachtet – so etwa im März 1951 in Istanbul.
1962 wurde die Rila von der Flottenliste der Reederei gestrichen, zu einer schwimmenden Werkstatt umgebaut und an der Georgi-Dimitrov-Werft in Warna verankert. Ein Jahr zuvor hatte die Reederei in Großbritannien ein gebrauchtes Frachtschiff gekauft, das nun den Namen Rila übernahm. Das alte Schiff erhielt stattdessen den Namen Atija Nach der endgültigen Ausmusterung des Schiffes 1986 gab es Pläne, die frühere Rila in das Marinemuseum zu überführen, doch dies wurde nicht realisiert. Während eines Sturmes im Jahr 1991 sank das Schiff im Hafen und wurde erst 2010 gehoben und verschrottet.